# Mistrzostwa Europy IBSF 2023
Mistrzostwa Europy IBSF 2023 – edycja mistrzostw Europy w bobslejach i skeletonie, rozegrana w dniach 20 – 22 stycznia 2023 roku w niemieckim Altenbergu. Ich organizatorem była IBSF. Podczas zawodów rozegrano łącznie sześć konkurencji. Areną zmagań był miejscowy tor bobslejowy.

## Medaliści i medalistki
Bobsleje
| Konkurencja      | Złoto                                                                         | Rezultat | Srebro                                                                      | Rezultat | Brąz                                                                   | Rezultat |
| Dwójki kobiet    | Niemcy · Laura Nolte · Neele Schuten                                          | 1:54,81  | Szwajcaria · Melanie Hasler · Nadja Pasternack                              | 1:55,36  | Niemcy · Kim Kalicki · Anabel Galander                                 | 1:55,42  |
| Dwójki mężczyzn  | Niemcy · Johannes Lochner · Ereck Bruckert                                    | 1:51,50  | Szwajcaria · Michael Vogt · Sandro Michel                                   | 1:51,55  | Niemcy · Francesco Friedrich · Alexander Schüller                      | 1:51,88  |
| Czwórki mężczyzn | Wielka Brytania · Brad Hall · Arran Gulliver · Taylor Lawrence · Greg Cackett | 1:49,32  | Niemcy · Francesco Friedrich · Thorsten Margis · Candy Bauer · Felix Straub | 1:49,41  | Szwajcaria · Michael Vogt · Cyril Bieri · Alain Knuser · Sandro Michel | 1:49,54  |
| Monoboby kobiet  | Laura Nolte                                                                   | 2:01,13  | Andreea Grecu                                                               | 2:02,45  | Kim Kalicki                                                            | 2:02,53  |

Skeleton
| Konkurencja | Złoto        | Rezultat | Srebro               | Rezultat | Brąz           | Rezultat |
| Kobiety     | Tina Hermann | 1:56,52  | Janine Flock         | 1:57,14  | Susanne Kreher | 1:57,15  |
| Mężczyźni   | Matt Weston  | 1:54,16  | Christopher Grotheer | 1:54,51  | Axel Jungk     | 1:54,54  |

## Klasyfikacja medalowa
Pogrubieniem i kolorem oznaczono kraj będący gospodarzem mistrzostw ( Niemcy):
| Lp.    | Kraj            | Złoto | Srebro | Brąz | Razem |
| 1.     | Niemcy          | 4     | 2      | 5    | 11    |
| 2.     | Wielka Brytania | 2     | 0      | 0    | 2     |
| 3.     | Szwajcaria      | 0     | 2      | 1    | 3     |
| 4.     | Austria         | 0     | 1      | 0    | 1     |
| 4.     | Rumunia         | 0     | 1      | 0    | 1     |
| Ogółem | Ogółem          | 6     | 6      | 6    | 18    |